# Моисеев, Александр Петрович (спортсмен)
Александр Петрович Моисеев (1921 — 7 января 1950, аэропорт Кольцово, близ Свердловска) — советский спортсмен, игравший в хоккей с мячом, хоккей с шайбой (нападающий) и футбол (полузащитник).

## Биография
Начал играть в хоккей с мячом в Москве в 1934 году. Выступал за московские команды «Локомотив» (1939—1940), Красной Армии (1940—1942), команда Московского авиатехнического училища, 1943—1945, команда ВВС 1946. В 1946—1950 годах играл за команду ВВС МВО по хоккею с шайбой, провёл около 50 матчей, забил 37 шайб.
В 1946—1948 годах играл за футбольную команду ВВС. В 1946 году провёл два матча в группе II, в 1948 — три матча в группе I.
Погиб 7 января 1950 года в авиакатастрофе под Свердловском в составе хоккейной команды ВВС.

## Достижения
Хоккей с шайбой
- Чемпионат СССР

 Серебряный призёр: 1949
Хоккей с мячом
- Финалист Кубка СССР: 1945